# Усть-Хмелевка (Кемеровская область)
Усть-Хмелевка — деревня в Кемеровском районе Кемеровской области, входит в Щегловское сельское поселение.

## География
Расположена у места впадения в реку Большая Подикова левого притока Хмелевки (отсюда — название деревни), в 3,5 км от впадения в реку Томь. Расстояние до Кемерово — около 34 км, ближайший населённый пункт — посёлок Новоподиково в 6 км севернее и выше по реке, высота над уровнем моря 154 м.

## Инфраструктура
В деревне действует средняя школа, имеется 7 улиц:
- Ул. Заречная
- Ул. Зеленая
- Ул. Новая
- Ул. Подгорная
- Ул. Рабочая
- Ул. Центральная
- Ул. Школьная

В селе проживают татары, имеется мечеть, где ведутся курсы по изучению татарского языка.